# Кузнецова, Тина
Ти́на Кузнецова, полное имя Христина Анатольевна Кузнецова (род. 16 августа 1982, Казань) — российская певица, композитор и аранжировщик.

## Биография
Родилась в семье физика и пианистки. Начала играть в 4 года. В возрасте 6 лет пошла в музыкальную школу, где изучала фортепиано и скрипку. Полный курс окончила только по классу фортепиано, скрипка была оставлена на четвертом году обучения.
В 1997 году поступила в Казанское музыкальное училище на фортепианное отделение, имела большие перспективы и собиралась переехать в Нидерланды. На втором курсе перевелась на джазово-эстрадное отделение в класс джазового фортепиано педагога А. Маклыгина. Параллельно с 1999 года стала заниматься вокалом, выигрывала в региональных и всероссийских эстрадных конкурсах.
В 17 лет переехала в Москву и пыталась поступить в ГМУЭДИ, но свободных бюджетных мест не предвиделось. Кузнецова создала дуэт с пианистом Ренатом Гатауллиным и выступала на фестивале в джаз-клубе «Синяя птица». Ее талант отмечают А. Кролл, И. Бриль, А. Грин, Ю. Саульский, В. Чекасин. Кузнецова выиграла Гран-при за лучший джазовый вокал и перевелась в ГМУЭДИ на третий курс по специальности «Эстрадно-джазовый вокал».
Избранные достижения в этот период:
- 1999 — Конкурс эстрадной песни, Казань. Гран-при
- 2000 — Конкурс «Невская Лира», Санкт-Петербург. Гран-при
- 2000 — Конкурс-фестиваль «Синяя птица», Москва. Гран-при за лучший джазовый вокал.

Кузнецова выступала на джазовых конкурсах и фестивалях. Ее приглашали петь В. Чекасин, А. Круглов, С. Старостин, В. Волков и А. Герасимов. Параллельно экспериментировала с жанрами, запускала свои проекты, участвовала в качестве приглашенного гостя.
Первый проект Кузнецовой Project С4 (2002—2004) исполнял джазовые стандарты в авторских аранжировках. Команда получила титул «Молодая надежда джаза», выиграв Гран-при на фестивале «Джаз в саду Эрмитаж».
Кузнецова создала фолк-проект Zventa Sventana (2005—2012) с Юрием Усачевым и Аленой Романовой. В 2006-м команда выпустила альбом «Страдания». На нем народные песни пропущены через призму жанров world music, фьюжн, RnB и соул. Как позже написал журнал Time Out, дебютный альбом Zventa Sventana оценил даже Питер Гэбриэл. Zventa Sventana принимала участие в первых фестивалях «Усадьба Jazz» и «Дикая мята», а также много выступала в Европе. С 2012 по 2017 годы проект был заморожен.
Хаус-проект «My-Ti» (2005—2012), созданный с Юрием Усачевым, стал первым экспериментом Кузнецовой с электронной музыкой. Дуэт выступал на летних фестивалях (Loungefest), на вечеринках (White Party), в таких клубах как Tatler, GQ, Mannon. В 2007 году проект сыграл на концерте в честь приезда Йоко Оно.
В 2010 году Кузнецова исполнила роль в российской версии оперы «Bobble» Бобби Макферрина, который лично утвердил Кузнецову.
В 2008 году Кузнецова получила премию «Триумф».
В 2013 году Кузнецова стала участницей второго сезона шоу «Голос». На слепых прослушиваниях к ней повернулись все члены жюри. Своим наставником Кузнецова выбрала Пелагею. Певица дошла до финала, исполнив 9 номеров. Среди них была песня «Ваня». Авторский трек Тины и Юрия Усачева стал хитом и собрал почти 3 млн просмотров в YouTube.
В 2014-2016 годах Кузнецова выступала с сольной программой, куда входили хиты из «Голоса», кавер-версии известных песен, ее ранний джазовый репертуар, а также песни из проекта Zventa Sventana. В этот период у нее вышел EP «Живу улыбаясь» и три клипа. Живая премьера песни «Живу улыбаясь» прошла в рамках программы «Вечерний Ургант». Клип на песню «Ваня» собрал почти 2 миллиона просмотров в YouTube.
В 2015 году Кузнецова начала сотрудничать с «Би-2». С тех пор она регулярно выступает в качестве приглашенного гостя на концертах с симфоническим оркестром.
В 2017 году Кузнецова оставила сольный поп-проект и возродила Zventa Sventana. Группа обрела новый состав, более электронное звучание и вернулась на фестивали. Кузнецова регулярно выступает на крупных международных событиях:
- 2017 — Кубок конфедераций FIFA, Санкт-Петербург[24]
- 2018 — Выставка Expo 2025, Париж[25]
- 2018 — Петербургский международный экономический форум, Санкт-Петербург[26]
- 2019 — Всемирный экономический форум, Давос[27]

В 2018 году Кузнецова стала спикером международной конференции Jazz Day, проходящей при поддержке ЮНЕСКО.
В марте 2019 года группа Zventa Sventana выпустила альбом «Мужа дома нету» и одноименную коллаборацию с Иваном Дорном. Клип-дуэт собрал более двух миллионов просмотров. Проект набирает популярность: группа выступает на «Вечернем Урганте» и становится хедлайнером фестиваля «Дикая Мята». В конце 2019 года группа дала часовой концерт в «Квартирнике у Маргулиса» на НТВ. Канал MTV признал Zventa Sventana «Музыкантом года».
Зимой 2020 года Zventa Sventana выступала в новой Третьяковке на открытии выставки «Русская сказка».

## Семья
Отец — Анатолий Гаврилович Кузнецов, физик, предприниматель, выпускник МФТИ. Мать — Елена Борисовна Кузнецова  (ур. Коваленко), профессиональная пианистка.
Брат — Кирилл Кузнецов. Сестра — Мария Кузнецова.
Муж — Юрий Усачев, основатель группы «Гости из будущего», с которым Кузнецова основала группу Zventa Sventana. Знакомство произошло в 2004 году. В 2009 году Кузнецова и Усачёв поженились. Осенью 2010 года у них родился сын Габриэль.

## Избранные награды
- 2000 — «Невская Лира», г. Санкт-Петербург, Гран-при
- 2008 — Премия «Триумф». Лауреат
- 2019 — Музыкант года MTV (вместе с проектом Zventa Sventana)
- 2020 — Berlin Music Video Awards, номинация клипа Zventa Sventana

## Видео
| Сольные клипы                            | Клипы Zventa Sventana               |
| ---------------------------------------- | ----------------------------------- |
| 2014 — Ваня                              | 2019 — Мужа дома нету ft. Иван Дорн |
| 2014 — Живу улыбаясь                     | 2019 — Сухотушка                    |
| 2015 — Заиграю запою                     |                                     |
| 2015 — Живи настоящим (из кф. «Призрак») |                                     |
| 2016 — Мелодия души ft. Лигалайз         |                                     |
| 2019 — Змея ft. «Куртки Кобейна»         |                                     |

## Дискография
| Сольные релизы            | Релизы Zventa Sventana     |
| ------------------------- | -------------------------- |
| 2014 — Живу улыбаясь (EP) | 2006 — Страдания           |
|                           | 2019 — Мужа дома нету (EP) |
|                           | 2020 — Кукушка (сингл)     |
|                           | 2021 — На горе мак         |

## Фильмография
| Название фильма              | Роль                            | Режиссер       |
| ---------------------------- | ------------------------------- | -------------- |
| 2016 — Голоса большой страны | Стелла Стар, главный антагонист | Таир Мамедов   |
| 2020 — Василий Теркин        | Фронтовая певица                | Карен Геворкян |